# Xiantan
Xiantan (kinesiska: 先滩) är en ort i Kina. Den ligger i provinsen Sichuan, i den sydvästra delen av landet, omkring 290 kilometer sydost om provinshuvudstaden Chengdu.
Runt Xiantan är det tätbefolkat, med 308 invånare per kvadratkilometer. Närmaste större samhälle är Yongxing, 19,1 km norr om Xiantan. I omgivningarna runt Xiantan växer i huvudsak blandskog.
Genomsnittlig årsnederbörd är 1 431 millimeter. Den regnigaste månaden är juni, med i genomsnitt 266 mm nederbörd, och den torraste är december, med 21 mm nederbörd.